# A Szivola
A Szivola (The Succubus) a South Park című animációs sorozat harmincnegyedik része (a 3. évad 3. epizódja). Elsőként 1999. április 21-én sugározták az Egyesült Államokban.
Az epizódban a gyerekeknek szembe kell nézniük azzal, hogy Séf bácsinak új barátnője van, ezért egyre kevesebbet foglalkozik velük. Eközben Eric Cartmannek a szemésszel gyűlik meg a baja... 

## Cselekmény
Cartmannek el kell mennie a helyi szemészhez, akit ki nem állhat, mert a doktor folyamatosan a testsúlyával viccelődik. A rendelőben megállapítják, hogy rossz a látása, ezért Cartman szokatlanul nagy szemüveget kap, melyet a fejéhez erősítenek, hogy ne tudja levenni. Később  – miközben barátai gúnyt űznek Cartmanből – a gyerekek megtudják, hogy Séf bácsi, az iskolai szakács otthagyta állását és helyét Mr. Derp, egy felettébb különös alak vette át. A fiúk meglátogatják barátjukat, Séfet, aki elmondja nekik, hogy új barátnője van. Kiderül, hogy kedvese, Veronica teljesen megváltoztatta Séf életét; soul énekesből középszerű hivatalnokká tette. A fiúk úgy érzik, Veronica megpróbálja elrabolni tőlük Séf bácsit és kétségbeesnek, mikor megtudják, hogy a pár már az esküvőjét tervezgeti. A gyerekek tanácsot kérnek osztályfőnöküktől, Mr. Garrisontól, aki szerint Veronica talán egy szivola, azaz olyan pokolbéli démon, aki elszívja a férfiak életerejét. A fiúk figyelmeztetni akarják Séfet, de nem tudnak beszélni vele, ehelyett a szakács szüleivel találkoznak, akik a Loch Ness-i szörny megszállottjai (folyamatosan azt állítják, hogy a bestia követi őket és állandóan „hámhúsz”-at, három dollár húsz centet akar tőlük kunyerálni). 
Egy elrontott lézeres műtét miatt Cartman ideiglenesen megvakul és miközben a többiek emiatt piszkálják, Veronica meglátogatja a fiúkat. Sikerül meggyőznie a gyerekeket arról, hogy nem szörnyeteg, de mielőtt elmenne, hirtelen démoni arcot ölt, mániákusan nevetni kezd és kijelenti, hogy semmit sem tehetnek a házasság ellen. Cartmanék az esküvőt megelőző összejövetelen megpróbálják figyelmeztetni Séfet és nyilvánosan kijelentik, hogy Veronica egy szivola, de Séf megvédi menyasszonyát és ráförmed a gyerekekre, amiért a boldogságának útjába akarnak állni. A fiúknak új tervet kell kieszelniük az esküvő szabotálására, ekkor egy könyv akad a kezükbe, melyből megtudják, hogy a Szivola egy dallal szokta elvakítani áldozatait; viszont ha a dalt visszafelé játsszák le, akkor elpusztíthatják a démont. A templomban az esküvőn a fiúk (Stan Marsh és Kyle Broflovski énekével kiegészítve) lejátsszák a The Morning After című dal megfordított zenéjét, melyet korábban Veronica folyton Séffel együtt énekelt. Veronica elveszíti emberi alakját és egy bizarr, vörös szemű, repülő lénnyé változik át, aki megöli Kenny McCormickot, de végül a szörnyet elnyeli a pokol. A Séfet befolyásoló varázserő megszűnik, ezután a férfi bocsánatot kér barátaitól, amiért nem hitt nekik és hamis vádakkal illette őket.
Az epizód végén Cartman problémája is megoldódik; egy szemátültetésnek köszönhetően megkaphatja a halott Kenny szemeit (noha azok korábban a szörny támadása miatt teljesen összeroncsolódtak), az orvos pedig „hámúszat” kér a műtétért.